# Austin Wolf
Austin Wolf, pseudónimo de Justin Heath Smith (Alvarado, 3 de abril de 1983), é um actor e modelo pornográfico americano que trabalha exclusivamente no campo da pornografia gay. Durante sua carreira, ganhou seis GayVN Awards, dois Pornhub Awards, dois Grabby Awards e dois Str8UpGayPorn Awards.
Mudou-se para Nova Iorque aos 20 anos, onde tornou-se um acompanhante e ganhou três International Escort Awards. Iniciou sua carreira como ator pornográfico em 2012 com o estúdio de pornografia gay Randy Blue. Ele trabalhou por três anos até assinar um contrato de exclusividade com o Falcon Studios. Trabalhou exclusivamente com os CockyBoys desde 2019 e Men.com desde 2023.
Em 2024, Wolf foi detido e acusado de possuir e distribuir centenas de vídeos de pornografia infantil.

## Primeiros anos
Nasceu em Alvarado, Texas, mas cresceu numa pequena cidade perto de Fort Worth. Ele possui duas irmãs, uma mais nova e uma mais velha. Saiu do armário aos 17 anos, quando contou sobre sua sexualidade para sua família. Sua mãe ficou inicialmente chateada, mas aceitou a orientação sexual do filho.
Desde muito jovem tinha uma paixão pela musculação e pela luta livre que praticava a nível amador. Fez parte da organização Thunders Arena Wrestling. De acordo com ele, tornou-se arrogante por ter se tornado um "homem atraente de acordo com a sociedade". Aos 20 anos de idade deixou o Texas e mudou-se para Nova Iorque, onde trabalhou em vários empregos. Após a crise do subprime, perdeu o emprego como retalhista de mobiliário de design. Ele trabalhou em um bar gay como bartender até que decidiu colocar um anúncio no Rentboy e começou a trabalhar como acompanhante.

## Carreira

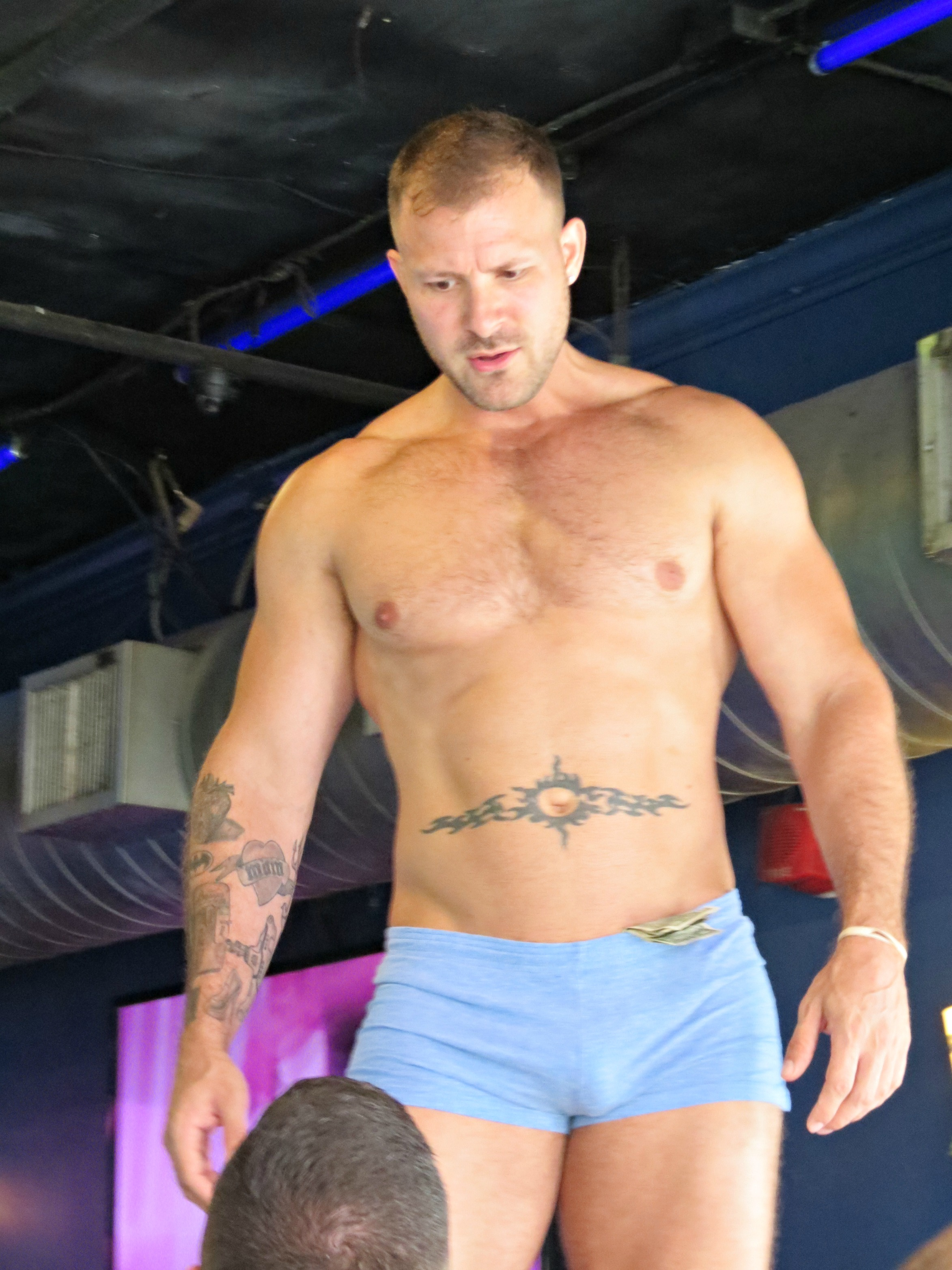
Austin Wolf em Nova Orleães, Luisiana (2016).

Após dois meses de trabalho como acompanhante, em 2012 começou a trabalhar na indústria da pornografia gay. Seu primeiro vídeo foi gravado estrelando apenas ele, para o estúdio Randy Blue. Seu primeiro filme com um parceiro foi estrelado com o ator Nicco Sky. Ele trabalhou com o estúdio por três anos. Em 2013, recebeu os prêmios Best Top e Best Body do  International Escort Awards. Em abril de 2015, assinou um contrato exclusivo com o Falcon Entertainment, enquanto ainda estrelava filmes da Raging Stallion e Hot House. Por ser amigo do diretor Michael Lee Scott, apareceu três vezes no The Wendy Williams Show como "pessoa sem camisa".
Em 2012 trabalhou no espetáculo Broadway Bares XXII: Happy Endings, com Kyle Dean Massey e Jennifer Tilly. Em 2013 apareceu no espectáculo da Broadway The Big Man. Em abril de 2017, Wolf criou um perfil no OnlyFans, onde passou a postar vídeos pornográficos seus de quando tinha 20 anos. Ele tornou-se um dos primeiros atores pornográficos a usar o site. Ele alcançou mais de mil inscritos depois de apenas duas semanas inscrito. No mesmo ano, lançou seu próprio site, 4MyFans.
Em outubro de 2018, Wolf entrou em uma controvérsia no Twitter quando postou um clipe de oito minutos no 4MyFans recebendo sexo oral de um aeromoço uniformizado da Delta Air Lines no banheiro. O rosto e o cartão de identificação do aeromoço apareceu no clipe, o que o levou a ser demitido. O vídeo foi rapidamente retirado do ar. O aeromoço afirmou que não sabia que estava sendo filmado, o que foi negado por Wolf. Wolf deletou sua conta no Instagram, afirmando que queria "colocar sua vida de volta nos trilhos", No mesmo mês, ele tornou-se o ator gay mais procurado no Pornhub e ganhou o Str8UpGayPorn Award na categoria Favorite Daddy. No mesmo mês, ele postou um vídeo fazendo sexo com um motorista de Uber. Em 2018, Wolf foi o quarto ator pornográfico gay mais popular do Pornhub.
Em 2019, ele assinou um contrato exclusivo com a CockyBoys, estrelando seu primeiro filme com Levi Karter. Em outubro de 2019, ganhou a segunda edição do Pornhub Awards na categoria Most Popular Gay Performer. No mesmo ano, foi o terceiro ator pornográfico gay mais buscado no Pornhub. Em janeiro de 2020, ganhou o 3rd Str8UpGay Porn Awards na categoria Favorite Fan Content Creator. Em abril de 2020, tornou-se um dos embaixadores do Pornhub e lançou a série de vídeos satíricos "Scrubhub" em resposta à pandemia de COVID-19. Em janeiro de 2023, assinou um contrato exclusivo com o Men.com. Estrelou no site com o filme Fast & Vicious, onde contracenou com Skyy Knox.
Em novembro-dezembro de 2023, ele recrutou os maiores atores pornográficos do mundo para seu evento colaborativo no Resorte Almar, em Puerto Vallarta, México.

## Imagem pública
Wolf é considerado um pioneiro em tornar o OnlyFans em uma plataforma pornográfica. Em janeiro de 2019, a Vanity Fair chamou Wolf de "mega-estrela do pornô gay". Em junho de 2019, David Levesley, da GQ, o descreveu como "um grande nome do pornô gay", Em janeiro de 2020, Mickey Keating, da Instinct, o chamou de "a maior estrela pornô do mundo no momento". Em Abril de 2020, JC Adams, da XBIZ, o descreveu como "um perfórmer veterano com uma filmografia elogiada".
Wolf descreveu sua visão política como "completamente alinhada" com a da comediante Kathy Griffin. Ele diz lutar para que atores pornográficos sejam tão reconhecidos como Meryl Streep ou Jennifer Lopez. Também afirmou que o movimento #MeToo "não mudou nada" e relacionou a falha do movimento e o grande número de suicídios na indústria com os baixos salários recebidos pelos atores.
Em junho de 2020, durante os protestos da morte de George Floyd, Wolf postou um vídeo no Twitter onde pediu para os estúdios pornográficos tirassem do ar qualquer material onde Billy Santoro aparecesse, por ele ter apoiado que a polícia atirasse em saqueadores negros. O JustForFans retirou o material pouco tempo depois. Porém, Wolf acabou entrando em uma controvérsia quando um homem negro disse em comentário que os Estados Unidos eram sobre "poder e exploração", ao qual o autor respondeu que ele deveria mudar-se de país. Wolf afirmou não conhecer a etnia da pessoa que havia comentado.

## Vida pessoal
De acordo com ele, sua família sabia que ele trabalhava como ator pornográfico e descreveu sua mãe como "sua maior fã". Também afirmou que suas habilidades como ator são devido ao seu vício em sexo.
Austin Wolf é homosexual. Namorou por treze anos com um homem chamado Mickey. Em seguida, manteve uma relação com o seu actor porno Tyler Wolf.

### Detenção por pornografia infantil
Em 21 de abril de 2024, o Federal Bureau of Investigation (FBI) executou um mandado de busca no apartamento de Wolf em Manhattan, onde foi encontrado um cartão SD contendo centenas de vídeos de pornografia infantil, que ele teria recebido e enviado anonimamente com um agente infiltrado do FBI através do Telegram entre 24 e 28 de março. Ele inicialmente trocou o material de forma anônima, mas contou detalhes seus para o agente. De acordo com Damian Williams, Procurador dos Estados Unidos para o Distrito Sul de Nova Iorque, os vídeos incluíam crianças de tenra idade, incluindo um de uma criança de 10 anos a ser amarrada e violada por um homem. Em junho de 2024, o Departamento de Justiça dos Estados Unidos anunciou que Wolf tinha sido detido em Nova Iorque e acusado de distribuição e receção e posse de pornografia infantil. Sua seção na corte será no dia 28 de junho, com o juiz Robyn F. Tarnofsky.

## Prémios e nomeações
| Ano  | Prémio                      | Categoria                       | Filme                          | Resultado |
| ---- | --------------------------- | ------------------------------- | ------------------------------ | --------- |
| 2013 | International Escort Awards | Best Newcomer                   | -                              | Nomeado   |
| 2013 | International Escort Awards | Best Top                        | -                              | Ganhou    |
| 2013 | International Escort Awards | Best Body                       | -                              | Nomeado   |
| 2014 | International Escort Awards | Best Pornstar Escort            | -                              | Nomeado   |
| 2014 | International Escort Awards | Best Body                       | -                              | Ganhou    |
| 2014 | Grabby Awards               | Best Newcomer                   | -                              | Nomeado   |
| 2014 | Grabby Awards               | Manly Man                       | -                              | Nomeado   |
| 2015 | International Escort Awards | Best Top                        | -                              | Ganhou    |
| 2016 | Cybersocket Web Awards      | Best Porn Star                  | -                              | Nomeado   |
| 2016 | Grabby Awards               | Hottest Top                     | -                              | Nomeado   |
| 2016 | Grabby Awards               | Hottest Rimming                 | Fined Tuned Ass (2015)         | Nomeado   |
| 2016 | Grabby Awards               | Manly Man                       | -                              | Nomeado   |
| 2016 | Grabby Awards               | Hottest Rimming                 | Total Exposure 1 (2015)        | Nomeado   |
| 2018 | GayVN Awards                | Viewer's Choice: Favorite Daddy | -                              | Nomeado   |
| 2018 | GayVN Awards                | Best Fetish Scene               | Skuff: Rough Trade 1 (2016)    | Ganhou    |
| 2018 | GayVN Awards                | Fan Award: Social Media Star    | -                              | Nomeado   |
| 2018 | GayVN Awards                | Best Group Sex Scene            | The Fixer (2017)               | Nomeado   |
| 2018 | Str8UpGayPorn Awards        | Best Group Sex Scene            | The Fixer (2017)               | Nomeado   |
| 2018 | Str8UpGayPorn Awards        | Viewer's Choice: Favorite Daddy | The Fixer (2017)               | Ganhou    |
| 2018 | Cybersocket Web Awards      | Best Porn Star                  | -                              | Nomeado   |
| 2019 | Gay Fleshbot Awards         | Best Clip Performer             | -                              | Nomeado   |
| 2019 | Gay Fleshbot Awards         | Performer of the Year           | -                              | Nomeado   |
| 2019 | Gay Fleshbot Awards         | Best Group Sex Scene            | Aventón (2018)                 | Nomeado   |
| 2019 | GayVN Awards                | Best Three-Way Sex Scene        | Aventón (2018)                 | Nomeado   |
| 2019 | GayVN Awards                | Best Three-Way Sex Scene        | Aventón (2018)                 | Nomeado   |
| 2019 | GayVN Awards                | Best Top                        | -                              | Nomeado   |
| 2019 | GayVN Awards                | Best Duo                        | Cross Fuck (2018)              | Nomeado   |
| 2019 | XBIZ Awards                 | Gay Performer of the Year       | -                              | Nomeado   |
| 2019 | Pornhub Awards              | Most Popular Gay Performer      | -                              | Ganhou    |
| 2020 | Str8UpGayPorn Awards        | Favorite Fan Content Creator    | -                              | Nomeado   |
| 2020 | Str8UpGayPorn Awards        | Favorite Topping Performance    | Austin Wolf & Nico Leon (2019) | Nomeado   |
| 2020 | Str8UpGayPorn Awards        | Favorite Body                   | -                              | Nomeado   |
| 2020 | XBIZ Awards                 | Gay Performer of the Year       | -                              | Nomeado   |
| 2020 | GayVN Awards                | Favorite Dom                    | -                              | Nomeado   |
| 2020 | GayVN Awards                | Best Supporting Actor           | Rags to Riches (2019)          | Nomeado   |